# فرانکفورت (ایندیانا)
فرانکفورت، ایندیانا (به انگلیسی: Frankfort, Indiana) یک شهر در ایالات متحده آمریکا با جمعیت ۱۶٬۴۲۲ نفر است که در ایندیانا واقع شده‌است.

## موقعیت جغرافیایی
موقعیت جغرافیایی شهرها و مناطق اطراف به شرح زیر است: